# Rua do Visconde de Azevedo
A Rua do Visconde de Azevedo é uma rua no centro histórico da Póvoa de Varzim, parte do Bairro da Matriz, entretanto metade encontra-se como parte do Centro da cidade.

## História
Na Rua Nova estava localizada a Residência Paroquial, casa que era do Cabido. A freguesia eclesiástica da Póvoa, criada no século XVI por desmembramento da Paróquia de Argivai, era vigaria do Cabido e Mitra de Braga. 30 vizinhos eram couto do dito cabido e o cabido cobrava a dízima do peixe. Era possível que nesta rua houvesse fogos da Sé de Braga.
A Roda da Póvoa de Varzim, criada em 1784, onde eram abandonadas crianças para serem entregues para adopção, já em 1839 funcionava na Rua Nova, e só mais tarde passou para a esquina entre a Rua da Praça e a Rua dos Fiéis de Deus.
Até 1861 designava-se Rua Nova, passando a partir daí a se designar Rua do Visconde, homenageando o Visconde de Azevedo (Conde Francisco Lopes d'Azevedo Velho da Fonseca de Barbosa Pinheiro Pereira de Sousa e Castro e Sá Coelho) que ali vivia no Solar dos Carneiros. Em 1966, passa a se designar, explicitamente, Rua do Visconde de Azevedo.

## Morfologia urbana
A Visconde de Azevedo é a rua que sobe a colina do Bairro da Matriz, desde a Praça do Almada e Largo Eça de Queirós até onde se encontra a única casa brasonada da Póvoa de Varzim, o Solar dos Carneiros (edifício do século XVII), hoje o Museu Municipal de Etnografia e História da Póvoa de Varzim. Em frente ao solar, situa-se a Casa dos Limas (Arquivo Municipal da Póvoa de Varzim), do século XVIII. Com algumas excepções, grande parte do edificado é antigo e em traça tradicional. No cruzamento com a rua da Igreja encontra-se a Junta de Freguesia da Póvoa de Varzim.